# Oliver (prénom)
Pour les articles homonymes, voir Oliver.
Cette page présente le prénom Oliver ainsi que ses variantes.
Oliver est la variante anglophone, germanique et poitevine (prononcer : [olivé]) du prénom masculin Olivier. Oliver est aussi présent dans la toponymie et l'onomastique de l'aire catalane ; la forme catalane Olivé (ca) se prononce aussi à peu près comme le poitevin. Oliver existe dans d'autres langues avec des prononciations adaptées. Toutes ces versions semblent se rapporter au paladin Olivier des chansons de geste (Olivers en ancien français).

## Origine
La première utilisation masculine connue du prénom, semble se situer dans la Chanson de Roland. Il a pu être popularisé précocement en Angleterre et en Irlande par les barons issus de l'Ouest de la France sous l'influence de la chanson qui fut extrèmement populaire dans la noblesse et chez les clercs dans tout l'Occident médiéval, d'après le Dictionary of American Family Names (2nd edition, 2022). Dans celle-ci, la graphie originale est « Olivers », elle est transcrite en latin par Oliverius.

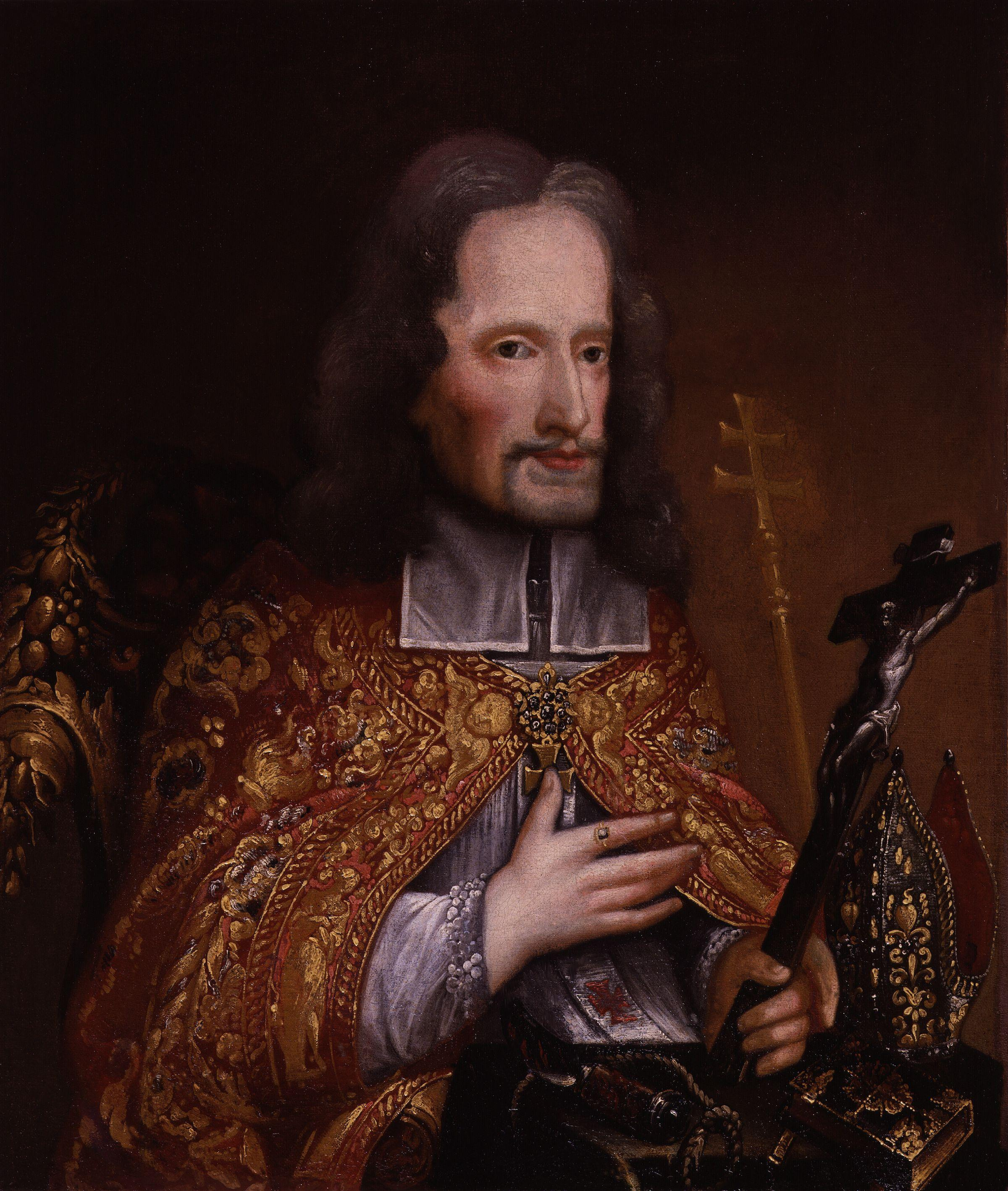
Saint Oliver Plunket, 1629-1681.

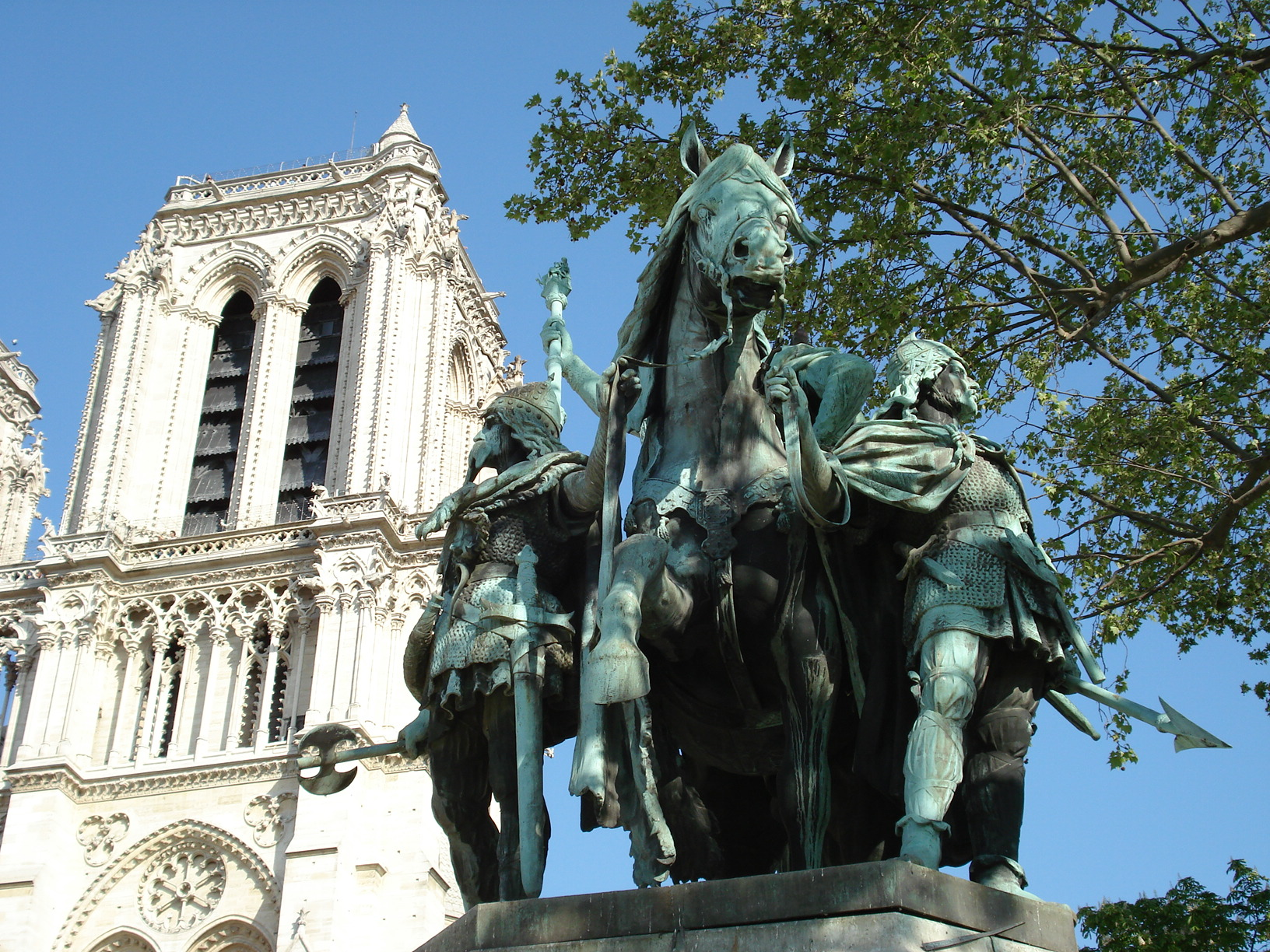
Devant Notre-Dame, statue équestre de Charlemagne et ses Leudes (compagnons) Roland et Olivier (guidant le cheval, à droite).

Le prénom a donc été porté par Olivier (ou Olivers), l'un des douze preux de Charlemagne selon la Chanson de Roland et par Saint Oliver Plunket, archevêque primat d'Irlande et martyr, fêté le 1er juillet. Dans la chanson Olivers est l'ami de Roland et le frère d'Aude, la fiancée de Roland ; il porte l'épée mythique Hauteclaire et égale Roland au combat. Comme lui Olivers meurt à la bataille de Roncevaux (778) et Aude ne survit pas à l'annonce de leur disparition.

## Étymologie
L'étymologie du prénom est incertaine, il peut se rapporter à :
- Oliva, l'un des noms latins de l'olivier[3] ;
- Alfhari, nom germanique signifiant « guerrier elfe », les noms des preux de Charlemagne étant le plus souvent d'origine germanique ; dans ce cas, le prénom norvégien Olaf serait de même origine[2].

## Occurrence
Oliver est un prénom très populaire au Royaume-Uni et en Australie, y compris pour les animaux de compagnie (en particulier sous la forme Ollie et pour les chats). Oliver et Ollie sont également portés en Allemagne et en Irlande ; en gaélique la forme Oilibhéar se prononce de façon similaire à l'anglaise. 